# Parvithracia
Parvithracia is een geslacht van tweekleppigen uit de  familie van de Thraciidae.

## Soorten
- Parvithracia ampla B.A. Marshall, 2002
- Parvithracia fragilissima B.A. Marshall, 2002
- Parvithracia huanghaiensis (Xu, 1989)
- Parvithracia isaotakii (Okutani, 1964)
- Parvithracia lukini Kamenev, 2002
- Parvithracia melchior B.A. Marshall, 2002
- Parvithracia sematana (Yokoyama, 1922)
- Parvithracia sirenkoi Kamenev, 2002
- Parvithracia suteri Finlay, 1927